# Dolmen des Mollières
Le dolmen des Mollières est un dolmen situé à Beauvau, dans le département français de Maine-et-Loire.

## Description
Le dolmen est recouvert d'une table de couverture unique, de forme très irrégulière. La chambre, délimitée par six orthostates et quelques petits blocs complémentaires, est de forme polygonale. La dalle de chevet fut arrachée lors de la fouille de l'édifice en 1836. Tous les blocs sont en grès.
Le docteur Ouvrard fouilla l'édifice en 1836. Il y découvrit des ossements humains à fleur de terre, les têtes étant placées au sud et les pieds au nord. Selon Ouvrard, les os découverts étaient ceux d'un homme vigoureux, d'une femme et d'un enfant. Selon une seconde étude, réalisée par le docteur Lebaron, les ossements correspondaient à cinq squelettes distincts dont un vieillard, deux adultes et un adolescent. Ouvrard ne signale aucun matériel archéologique mais Lebaron aurait récolté une défense de sanglier et un fragment de poterie brune.